# Get Low (Waka Flocka Flame)
Get Low è un singolo del rapper statunitense Waka Flocka Flame, pubblicato nel 2012 ed estratto dal suo secondo album in studio Triple F Life: Friends, Fans & Family. Il brano vede la partecipazione di altri tre rapper, ovvero Nicki Minaj, Tyga e Flo Rida.

## Tracce
- Download digitale

1. Get Low (featuring Nicki Minaj, Tyga & Flo Rida) – 4:16

## Video
Il videoclip della canzone è stato diretto da Benny Boom e girato ad Atlanta. In esso non appare Flo Rida, bensì vi è un cameo di Gucci Mane.

## Classifiche
| Classifica (2012) | Posizione raggiunta |
| ----------------- | ------------------- |
| Stati Uniti       | 72                  |